# Антихович, Андрей Николаевич
Андре́й Никола́евич Антихо́вич (укр. Андрій Миколайович Антихович, позывной — Соколик; 21 мая 1996, Бахмач — 26 февраля 2022, Херсонская область) — украинский военный лётчик, капитан, участник российско-украинской войны. Герой Украины (2025, посмертно).

## Биография
Родился 21 мая 1996 года в городе Бахмач Черниговской области. Учился в местной гимназии, одновременно занимался футболом в детско-юношеской спортивной школе, участвовал в областных и всеукраинских соревнованиях.
После окончания 9-го класса поступил в Черниговский лицей с усиленной военно-физической подготовкой.
Служил в 299-й бригаде тактической авиации Вооружённых сил Украины.
26 февраля 2022 года, на третий день полномасштабного вторжения России, капитан Антихович выполнял боевой вылет на штурмовике Су-25 в Херсонском направлении. Во время выполнения задания его самолёт был поражён средствами ПВО противника. Тело пилота удалось вернуть на подконтрольную Украине территорию лишь в конце 2023 года.
3 февраля 2024 года в городе Бахмач Черниговской области состоялись похороны капитана Антиховича. Был перезахоронен 24 февраля 2024 года в селе Зазимье Броварского района Киевской области.

## Награды
- Звание «Герой Украины» с удостоением ордена «Золотая Звезда» (21 февраля 2025, посмертно) — за личное мужество и героизм, проявленные в защите государственного суверенитета и территориальной целостности Украины, верность военной присяге[1].
- Орден Богдана Хмельницкого III степени (18 апреля 2022, посмертно) — за личное мужество и высокий профессионализм, проявленные в защите государственного суверенитета и территориальной целостности Украины, верность военной присяге[2].